# Hungarophobie
 (novembre 2023).
Si vous disposez d'ouvrages ou d'articles de référence ou si vous connaissez des sites web de qualité traitant du thème abordé ici, merci de compléter l'article en donnant les références utiles à sa vérifiabilité et en les liant à la section « Notes et références ».
L'hungarophobie (en hongrois : hungarofóbia), l'antihungarisme (magyarellenesség) ou la magyarophobie (magyargyűlölet) désignent une posture de méfiance, de rejet ou de franche hostilité à l'égard de la Hongrie et des Hongrois. Sa définition varie selon les contextes d'énonciation. De façon restrictive, elle désigne toute attitude ou pensée xénophobe fondée sur des critères d'appartenance ethnique. De façon élargie, elle intègre toute position critique à l'égard de l'État hongrois et/ou de sa politique gouvernementale, dans la mesure où celle-ci est récurrente et systématique. 
L'hungarophobie est un terme polémique, dans la mesure où son usage pour caractériser telle ou telle posture peut faire l'objet d'instrumentalisations de la part des parties. Dans l'historiographie hongroise, l'hungarophobie s'ancre dans plusieurs moments historiques : durant les XVIIe, XVIIIe et XIXe siècles, elle désigne les conflits très localisés entre Hongrois et autres minorités ethno-culturelles (Serbes, Roumains essentiellement) ; au moment du printemps des peuples (1848), elle concerne une partie des hostilités entre nations composant l'empire d'Autriche ; dans la foulée du traité de Trianon (1920), elle caractérise les politiques de peuplement des nouveaux États anciennement hongrois (notamment les décrets Beneš en Tchécoslovaquie). Historiquement, l'hungarophobie s'intègre donc dans plusieurs configurations de domination : elle peut produire de la discrimination à l'égard des Hongrois (politiques de peuplement autrichien du XVIIIe siècle, décrets Beneš) ; elle peut expliquer la nature de conflits entre parties de forces équivalentes (minorités hongroises et roumaines en Transylvanie), mais aussi relever d'une critique de la domination hongroise durant le XIXe siècle, notamment en Croatie et Slovaquie. 
De nos jours, le terme d'hungarophobie est parfois utilisé dans le contexte des relations bilatérales avec les pays voisins, dès lors qu'il est question de la protection des spécificités culturelles et des droits linguistiques des Magyars d'outre-frontières. Plus récemment, le terme de Hongrie-bashing a parfois été employé par les Hongrois pour caractériser l'attitude des médias internationaux à l'égard de la politique menée par le gouvernement de Viktor Orbán. 